# 그레이그 네틀스
그레이그 네틀스(Graig Nettles, 1944년 8월 20일~)는 "퍼프"(Puff)라는 별명으로 알려진 미국의 프로 야구 선수이다. 통산 22시즌 동안 메이저 리그 베이스볼(MLB)의 미네소타 트윈스(1967~1969), 클리블랜드 인디언스(1970~1972), 뉴욕 양키스(1973~1983), 샌디에이고 파드리스(1984~1986), 애틀랜타 브레이브스(1987), 몬트리올 엑스포스(1988)에서 3루수로 뛰었다.
1977년과 78년 2년 연속으로 골드글러브를 수상한 네틀스는 역대 최고의 수비력을 갖춘 3루수 중 한 명으로 꼽힌다. 타율이 상대적으로 낮은 편이었지만, 득점권에서의 클러치 히터로 유명했다. 또한 아메리칸 리그에서 3루수 통산 홈런 부문 기록을 세웠다. 통산 대체 선수 대비 승리 기여도(WAR)이 68.0으로, 통산 타율이 2할 5푼 이하인 선수들 중에 가장 높다.
여섯 차례 올스타에 선정되었으며, 뉴욕 양키스 시절 네 차례 정규 시즌 우승을 경험했다. 커리어 하이 시즌은 1977년으로, 이해 골드글러브 수상을 비롯해 홈런(37), 타점(107) 부문 커리어 하이를 기록했으며, 소속팀 양키스는 월드 시리즈에서 로스앤젤레스 다저스를 꺾고 우승을 차지했다.